# Phylloscopus
Phylloscopus – rodzaj ptaków z rodziny świstunek (Phylloscopidae).

## Zasięg występowania
Rodzaj obejmuje gatunki występujące w Eurazji i Afryce.

## Morfologia
Długość ciała 10–14 cm; masa ciała 4,2–15 g.

## Systematyka
Rodzaj zdefiniował w 1826 roku niemiecki zoolog Friedrich Boie w artykule poświęconym rzędom, rodzinom i gatunkom ptaków opublikowanym w czasopiśmie Isis von Oken. Gatunkiem typowym jest (oznaczenie monotypowe) piecuszek (P. trochilus).

### Etymologia
- Phylloscopus: gr. φυλλον phullon ‘liść’; σκοπος skopos ‘poszukiwacz’, od σκοπεω skopeō ‘badać’[6].
- Phyllopneuste: gr. φυλλον phullon ‘liść’; πνευστιαω pneustiaō ‘oddychać’, od πνεω pneō ‘żyć’[7].
- Acanthopneuste: gr. ακανθα akantha ‘cierń, kolec’, od ακη akē ‘punkt’; rodzaj Phyllopneuste Boie, 1828[8]. Gatunek typowy (późniejsze oznaczenie)[9]: Phyllopneuste borealis J.H. Blasius, 1858.

### Podział systematyczny
Do rodzaju należą następujące gatunki:
- Phylloscopus fuscatus (Blyth, 1842) – świstunka brunatna
- Phylloscopus fuligiventer (Hodgson, 1845) – świstunka okopcona
- Phylloscopus neglectus Hume, 1870 – świstunka afgańska
- Phylloscopus subaffinis Ogilvie-Grant, 1900 – świstunka płowobrzucha
- Phylloscopus trochilus (Linnaeus, 1758) – piecuszek
- Phylloscopus ibericus Ticehurst, 1937 – świstunka iberyjska
- Phylloscopus collybita (Vieillot, 1817) – pierwiosnek
- Phylloscopus canariensis (Hartwig, 1886) – świstunka kanaryjska
- Phylloscopus sindianus W.E. Brooks, 1880 – świstunka szarawa
- Phylloscopus tytleri W.E. Brooks, 1871 – świstunka cienkodzioba
- Phylloscopus griseolus Blyth, 1847 – świstunka żółtobrzucha
- Phylloscopus affinis (Tickell, 1833) – świstunka słoneczna
- Phylloscopus armandii (A. Milne-Edwards, 1865) – świstunka wierzbowa
- Phylloscopus schwarzi (Radde, 1863) – świstunka grubodzioba